# Менор (Техас)
Менор (англ. Manor) — місто (англ. city) в США, в окрузі Тревіс штату Техас. Населення — 13 652 особи (2020).

## Географія
Менор розташований за координатами 30°21′16″ пн. ш. 97°31′37″ зх. д. / 30.35444° пн. ш. 97.52694° зх. д. (30.354403, -97.526946).  За даними Бюро перепису населення США в 2010 році місто мало площу 19,08 км², з яких 19,04 км² — суходіл та 0,04 км² — водойми.

## Демографія
Згідно з переписом 2010 року, у місті мешкало 5037 осіб у 1519 домогосподарствах у складі 1206 родин. Густота населення становила 264 особи/км².  Було 1645 помешкань (86/км²).
Расовий склад населення:
| - 45,6 % — білих - 27,6 % — чорних або афроамериканців - 1,5 % — азіатів - 1,0 % — корінних американців - 19,8 % — осіб інших рас |

До двох чи більше рас належало 4,5 %. Частка іспаномовних становила 47,5 % від усіх жителів.
За віковим діапазоном населення розподілялося таким чином: 35,6 % — особи молодші 18 років, 59,2 % — особи у віці 18—64 років, 5,2 % — особи у віці 65 років та старші. Медіана віку мешканця становила 29,5 року. На 100 осіб жіночої статі у місті припадало 93,7 чоловіків;  на 100 жінок у віці від 18 років та старших — 89,7 чоловіків також старших 18 років.
Середній дохід на одне домашнє господарство  становив 66 577 доларів США (медіана — 67 542), а середній дохід на одну сім'ю — 69 416 доларів (медіана — 71 376). Медіана доходів становила 40 263 долари для чоловіків та 35 656 доларів для жінок. За межею бідності перебувало 21,7 % осіб, у тому числі 25,7 % дітей у віці до 18 років та 25,1 % осіб у віці 65 років та старших.
Цивільне працевлаштоване населення становило 2806 осіб. Основні галузі зайнятості: освіта, охорона здоров'я та соціальна допомога — 16,3 %, науковці, спеціалісти, менеджери — 14,1 %, виробництво — 13,8 %.